# Manger Things
«Manger Things» (укр. «Ясельні дива») — шістнадцята серія тридцять другого сезону мультсеріалу «Сімпсони», прем'єра якої відбулась 21 березня 2021 року у США на телеканалі «Fox».
Серія є ювілейною, 700-ю, за порядком виробництва і виходу в етер.

## Сюжет
На Різдво сім'я Сімпсонів прикрашає ялинку. Барт помічає прикрасу з написом «Перше Різдво Тодда». Мардж розповідає історію, що відбулась за 6 років до цього…
Гомер і Мардж збираються на різдвяний корпоратив на Спрінґфілдській атомній електростанції. Гомер пообіцяв Мардж не пити, але Ленні та Карл доливають дещо в його газовану воду, через що п'яніє і глузує з містера Бернса. Мардж каже Гомеру піти з вечірки, хоча він відмовляється. Зрештою вона хапає його, і вони їдуть додому. Після прибуття Мардж відмовляється впускати Гомера до дому. Він гуляє містом, бо не має куди йти, тому просить Неда Фландерса прийняти його.
У будинку Фландерсів Мод, вагітна другою дитиною, не дуже рада гостю. Тим часом у домі Сімпсонів Мардж і Ейб обговорюють Гомера. Коли Барт сподівається, що тато прийде, Мардж повторює, що Гомер не прийде до Різдва.
У будинку Фландерсів, після того як Гомер зіпсував сімейну вечерю і навчив Рода лайки, Мод каже йому піти. Він йде до таверни Мо, який шкодує Гомера і радить йому піти додому і сховатися у таємній кімнаті над гаражем Сімпсонів.
Наступного дня, у переддень Різдва, Гомер прикрашає кімнатку. Він виявляє, що чує все, що відбується у будинку через вентиляцію. Барт і Ліса вирішують роздати всі свої іграшки-подарунки на Різдво, щоб Гомер зміг повернутися. Мардж погоджується за умови, що Гомер повинен зробити одну річ, щоб показати, що все, що вона терпіла від нього, має сенс. Почувши це, Гомер вирішує приготувати печиво, але в результаті спалює кухню. Він думає, що йому допоможе тільки диво.
Несподівано він чує, як у Мод відходять води. Род повідомляє мамі, що Неда немає — він розносить різдвяні індички бідним. Гомер пропонує прийняти пологи. У нього це виходить. Коли Гомер промовляє промову про свою сім'ю, Мардж бачить це з-за дверей. Вона підходить до нього, і вони цілуються, виправляючи Різдво. Коли Нед повертається, то оголошує, що друге ім'я Тодда — Гомер.
У фінальній сцені у сьогоденні в будиночку на дереві Барт лякає Рода і Тодда зубними протезами дідуся і розповіддю про народження Тодда. Тим часом Мардж і Гомер пробираються до таємної кімнати, де цілуються.
У сцені під час титрів під різдвяну мелодію вітальні листівки з деякими героями.

## Виробництво
Спочатку виробничий код QABF09 мала серія «Mother and Child Reunion» з робочою назвою «Senior Moment». Однак, у серпні 2020 року «Senior Moment» було перейменовано і зміщено код на QABF14. Водночас 700-ю серією QABF09 стала «Manger Things».
За словами виконавчого продюсера Ела Джін, творець серіалу Метт Ґрюйнінґ хотів, щоб епізод показував кімнату над гаражем. Водночас, Джін хотів показати зв'язок між Гомером і Недом. Оскільки події першої серії мультсеріалу відбувалися на Різдво, він також хотів, щоб події 700-ї серії також відбувалися на Різдво, хоча у 32 сезоні вже була різдвяна серія («A Springfield Summer Christmas for Christmas»).
Виробництво повністю відбувалося під час пандемії COVID-19, і репліка в епізоді натякає на це, коли Гомер згадує про «жахливе сьогодення». Продюсери не хотіли, щоб пандемія з'явилася у світі Сімпсонів, оскільки вони вважали, що носіння масок і соціальне дистанціювання виглядатимуть дивно, коли глядачі будуть дивитися епізод у майбутньому.

## Цікаві факти та культурні відсилання
- Назва серії — відсилання до серіалу «Danger Things» (укр. «Дивні дива»)[4].
- У сцені на дивані чути мелодію «Болеро» Моріса Равеля[4].
- Описуючи рік, коли відбувалися події Мардж каже: «Це рік, коли „Оскар“ отримав переоцінений фільм, якого ніхто не пам'ятає, політик сказав якусь дурницю, яку ніхто ніколи не забуде, а Том Бреді виграв „Супербоул“»[4].
- У Спрінґфілдському кінотеатрі транслюють «Крижане серце» і «Крижаний вітер»[4].

## Ставлення критиків і глядачів
Під час прем'єри серію переглянули 1,28 млн осіб з рейтингом 0.4, що зробило її найпопулярнішим шоу на каналі «Fox» тієї ночі.
Денніс Перкінс з «The A.V. Club» дав серії оцінку C-, сказавши:
|  | Серія майже не досліджує, як виявилося, абсолютно нічим не примітний горищний простір у сімейному гаражі, знищуючи надії, які я дозволив собі породити… 700 серій і 32 роки — це ціла вічність на телебаченні. До біса, це довго для будь-чого чи будь-кого. Варто привітати, навіть якщо ще одне велике кругле число є такою самою штучною віхою, як ніколи, тож вітаю з одним із моїх улюблених шоу. |

Водночас, Тоні Сокол з «Den of Geek» дав серії п'ять з п'яти зірок, сказавши, що серія «надзвичайно добре працює як наповнювач для панчіх, навіть якщо воно [Різдво] приходить на початку весни»
Джессі Берета із сайту «Bubbleblabber» оцінив серію на 7,5/10, сказавши, що «мабуть, найдивніша частина цього серії полягає в тому, що вона присвячений Різдву. Тема свята майже непотрібна, оскільки вона не додає багато до сюжету, окрім підвищення ставок на повернення родини разом».
Згідно з голосуванням на сайті The NoHomers Club більшість фанатів оцінили серію на 1/5 із середньою оцінкою 1,69/5.